# Оловол, Мануил
Мануил (Максим) Оловол (греч. Μανουὴλ Ὁλόβολος; ок. 1245—1310/14) — византийский оратор, поэт, ритор, педагог, переводчик и монах. Считается главным противником заключения унии римско-католической церкви с православной церковью во время царствование Михаила VIII Палеолога.

## Биография
Биография Оловола была написана историком Г. Пахимером. В молодом возрасте он поступил на службу к Михаилу VIII Палеологу. Был грамматиком, личным секретарём Михаила VIII .
Написал несколько речей для императора, которые являются важным первоисточником для изучения того времени. Однако, когда в 1261 году, когда Михаил VIII приказал ослепить и заключить в тюрьму законного императора 11-летнего Иоанна IV Ласкариса, Холоболос выразил публичный протест. Попал в опалу.
За критику императора он был наказан. В результате своей антиуниатской деятельности в 1273 г. Мануил Оловол вместе с Иовом Иаситом был подвергнут публичным пыткам и поруганиям. Как пишет Георгий Пахимер, 

«Император велел надеть на шеи длинные веревки сперва Оловолу, за ним второму — Иаситу Мелию (греч. Ιασίτην Μελίαν), и так далее подряд до десяти человек, а на конце всех — племяннице Оловола будто бы за чародейство; потом первых двух велел обвешать овечьими внутренностями со всеми находившимися в них нечистотами за то, что они непокорны царю, а ритора сверх того приказал постоянно бить по устам овечьими печенями, и в такой торжественной процессии водить их по всему городу, около же церкви подвергать их ещё большему бесчестью, угрожая чрез это духовным лицам и наводя на них страх».
Бежав от гнева Михаила VIII, Оловол нашёл убежище в монастыре Иоанна Предтечи в Константинополе с монашеским именем Максим. В 1265/66 году, благодаря вмешательству патриарха Германа III, смог стать главным преподавателем («ритором риторов») в Патриаршей школе, возможно, в приюте церкви Святого Павла, где прославился как учитель логики и горячий проповедник.
В 1267 году он сменил Георгия Акрополита на посту руководителя школы и проповедника в храме Святой Софии.
За противодействие осуществлению церковной унии, к которой стремился император, в 1273 году был изгнан в отдалённый монастырь Мегас-Агрос (Великое Поле) на южном берегу Мраморного моря. Разрешение вернуться в столицу получил после смерти Михаила VIII Палеолога, когда его сын и преемник Андроник II Палеолог отказался от Церковного Союза с Западом.
В 1285 году Мануил Оловол участвовал в Константинопольском соборе, который официально осудил Церковный Союз с Западом. Позже был восстановлен в императорской милости: получил титул ритора и в 1299 году упрочил своё положение в церкви — стал протосинкеллом (помощником патриарха).
По словам одного из его учеников, Георгия Галисиота , Мануил Оловол продолжал преподавать до самой смерти (между 1310 и 1314 годами).

## Творчество
Литературное наследие Оловола представлено поэмами в честь императоров Михаила VIII и Андроника II Палеолога по случаю церемонии «прокипсиса» (торжественного явления императора подданным), совершавшейся на Рождество или Богоявление; речами и панегириками Михаилу VIII, в которых Оловол прославляет успехи императора в деле возрождения образования; комментариями к Феокриту и «Первой Аналитике» Аристотеля; ямбическим экфрасисом иконы преподобной Марии Египетской. 
Перевёл на греческий язык и снабдил комментариями трактаты Боэция «О различных типах умозаключений» и «О гипотетических силлогизмах» (ранее переводы приписывались Максиму Плануду). Слово Оловола на Благовещение Пресвятой Богородицы в оригинале не сохранилось, однако дошло до нас в славянском переводе 1-й половины XIV века.